# Aladdin (1992)
Aladdin is een Amerikaanse Disney-animatiefilm uit 1992 geregisseerd door Ron Clements en John Musker. Het is de 31e lange animatiefilm van Disney. Voor de oorspronkelijke Amerikaanse productie werden de stemmen van Scott Weinger, Robin Williams en Linda Larkin gebruikt.
Het script van de film is gebaseerd op het klassieke sprookje Aladin en de wonderlamp uit Duizend-en-een-nacht.

## Verhaal
Helemaal aan het begin wordt er ingezoomd op de markt in Agrabah. Een koopman stalt  hier in zijn kraampje allerlei waren uit. Een van de voorwerpen is een vreemde lamp. De koopman verklapt dat er een heel verhaal achter deze ogenschijnlijk vrij eenvoudige lamp zit. De hele rest van de film is vervolgens een raamvertelling.
Jafar, de verraderlijke grootvizier van de sultan van Agrabah, is op zoek naar de magische Grot der Wonderen. Hier ligt namelijk een toverlamp verborgen. Degene die de lamp bezit, kan drie wensen doen en laten uitkomen. Gazeem, een rover die door Jafar is ingehuurd om de lamp te vinden, brengt hem de helft van een gouden sieraad in de vorm van een scarabee. Dit magische sieraad wijst Jafar en Gazeem de weg naar de  Grot der Wonderen. Gazeem blijkt echter niet degene te zijn die ook is uitverkoren om de grot in te gaan; alleen iemand die een “ruwe diamant” is kan dit.
In Agrabah probeert intussen de jonge bedelaar Aladdin te overleven. Samen met het aapje Abu steelt hij brood. In het paleis krijgt de dochter van de sultan, de jonge en mooie prinses Jasmine, bezoek van allerlei prinsen die een voor een om haar hand vragen. Ze wijst echter iedereen af. Omdat Jasmine genoeg heeft van het leven in het paleis waar ze wordt gedwongen met iemand te trouwen besluit ze zich een tijdje in vermomming onder het gewone volk te mengen. Ze is zich er niet bewust van hoe het leven er buiten de paleismuren aan toe gaat. Ze komt in de problemen wanneer ze een jongetje een appel aanbiedt, die ze niet kan betalen. Aladdin schiet te hulp. Aladdin neemt Jasmine hiermee mee naar zijn onderkomen. Als de twee elkaar beter leren kennen, worden ze verliefd. Op dat moment weten ze nog niet van elkaar wie ze eigenlijk zijn.
Jafar gebruikt opnieuw zijn magie om te ontdekken wie wél degene is die de grot der wonderen mag betreden. Hij ontdekt dat dit Aladdin is, en bedenkt een plan. Hij laat Aladdin eerst door de paleiswacht arresteren en opsluiten. Jasmine is erbij als Aladdin wordt opgepakt, waardoor ze ontdekt dat hij in feite een arme zwerver is. Ze onthult tevens haar vermomming, zodat Aladdin er ook achter komt wie zij is. Omdat Jasmine als prinses onder de grootvizier staat, kan ze echter niets doen tegen Jafars bevel. Later maakt Jafar Jasmine wijs dat Aladdin is onthoofd.
Jafar neemt de gedaante van een oude, uitgemergelde man aan. In deze vermomming doet hij zich in de kerker waar Aladdin is opgesloten voor als een medegevangene, en lokt Aladdin daarop mee naar de Grot der Wonderen. Jafar belooft Aladdin goud en diamanten, als hij de wonderlamp uit de grot haalt. Als Aladdin en Abu de grot betreden, blijkt deze vol rijkdommen te liggen. Ze mogen echter niets anders aanraken dan de lamp. In de grot stuiten ze ook op een vliegend tapijt. Aladdin vindt de lamp. Dan raakt Abu een van de andere schatten aan, waarop de grot vol lava stroomt. Dankzij het tapijt kunnen Aladdin en Abu nog net ontkomen. Bij de uitgang van de grot neemt Jafar, nog steeds in zijn vermomming, de lamp over. Vervolgens probeert hij Aladdin te doden, maar Abu verhindert dit. Aladdin en Abu komen wel vast te zitten in de grot.
Abu heeft ook nog kans gezien de lamp aan Jafar te ontfutselen. Door over de lamp te wrijven, roept Aladdin de geest die hierin zat op. Genie kan drie wensen vervullen van degene die de lamp op dat moment bezit. Echter gelden er drie belangrijke beperkingen: Genie kan niemand verliefd laten worden op een ander, hij kan niemand het leven benemen, en hij kan ook niemand die is gestorven laten terugkeren uit de dood. Aladdin zorgt er eerst met een truc voor dat ze uit de betoverde grot komen zonder hier zijn eerste wens voor te hoeven gebruiken. Daarna gebruikt hij zijn eerste wens om zichzelf door Genie te laten veranderen in een rijke prins genaamd Ali 'a Babwa, zodat hij kan trouwen met de prinses. Net voordat Aladdin in zijn vermomming als prins bij het paleis aankomt, probeert Jafar de sultan te hypnotiseren met zijn staf zodat Jasmine met hem zou gaan trouwen. "Ali 'a Babwa" betreedt net op tijd het paleis en verhindert Jafars plan. Aanvankelijk denkt Jasmine dat Ali de zoveelste prins is, maar even later doorziet ze zijn vermomming. Aladdin wordt echter opnieuw gevangengenomen op bevel van Jafar, en van een klif afgegooid. Hij wordt gered door Genie, maar dat kost hem wel zijn tweede wens.
Jafar gaat weer naar het paleis en hypnotiseert de sultan opnieuw. Aladdin is op tijd weer ter plekke om Jafars staf te vernietigen en daarmee de hypnose te verbreken. De sultan beseft nu dat Jafar hem al die tijd heeft bedrogen, en hij geeft zijn wachters bevel om Jafar te arresteren. Jafar weet te ontsnappen. Vervolgens lukt het Jafar om zijn papegaai Iago de lamp te laten stelen. Genie is hierdoor gedwongen om de drie wensen van zijn nieuwe meester in te willigen. Jafar wenst zichzelf eerst tot de nieuwe sultan, en daarna tot een machtige tovenaar. Hij neemt de macht in het paleis over en stuurt Aladdin naar een besneeuwd landschap ergens op de Noordpool. Dankzij het vliegende tapijt keert Aladdin echter weer terug. Aladdin beseft dat hij Jafar niet in een tweegevecht kan verslaan en verzint een nieuwe list: hij herinnert Jafar eraan dat Genie nog altijd machtiger is dan Jafar, die geen geest is. Jafar wenst hierop zelf de machtigste geest ter wereld te worden. Net nadat Jafar is veranderd, verschijnt er ook een zwarte lamp die de Jafar-geest en Iago naar binnen zuigt. Genie stuurt de twee booswichten naar de Grot der Wonderen, waar ze de komende 10.000 jaar gevangen zullen zitten.
Aladdin besluit nu zijn derde wens te gebruiken om Genie vrij te laten uit de lamp. Hiermee toont hij zijn goede 
inborst, aangezien hij zijn laatste wens ook ten eigen bate had kunnen houden. Hierom en omdat Jasmine nu echt van Aladdin houdt, geeft de sultan zijn dochter toestemming om met Aladdin te trouwen, ondanks diens lage komaf.

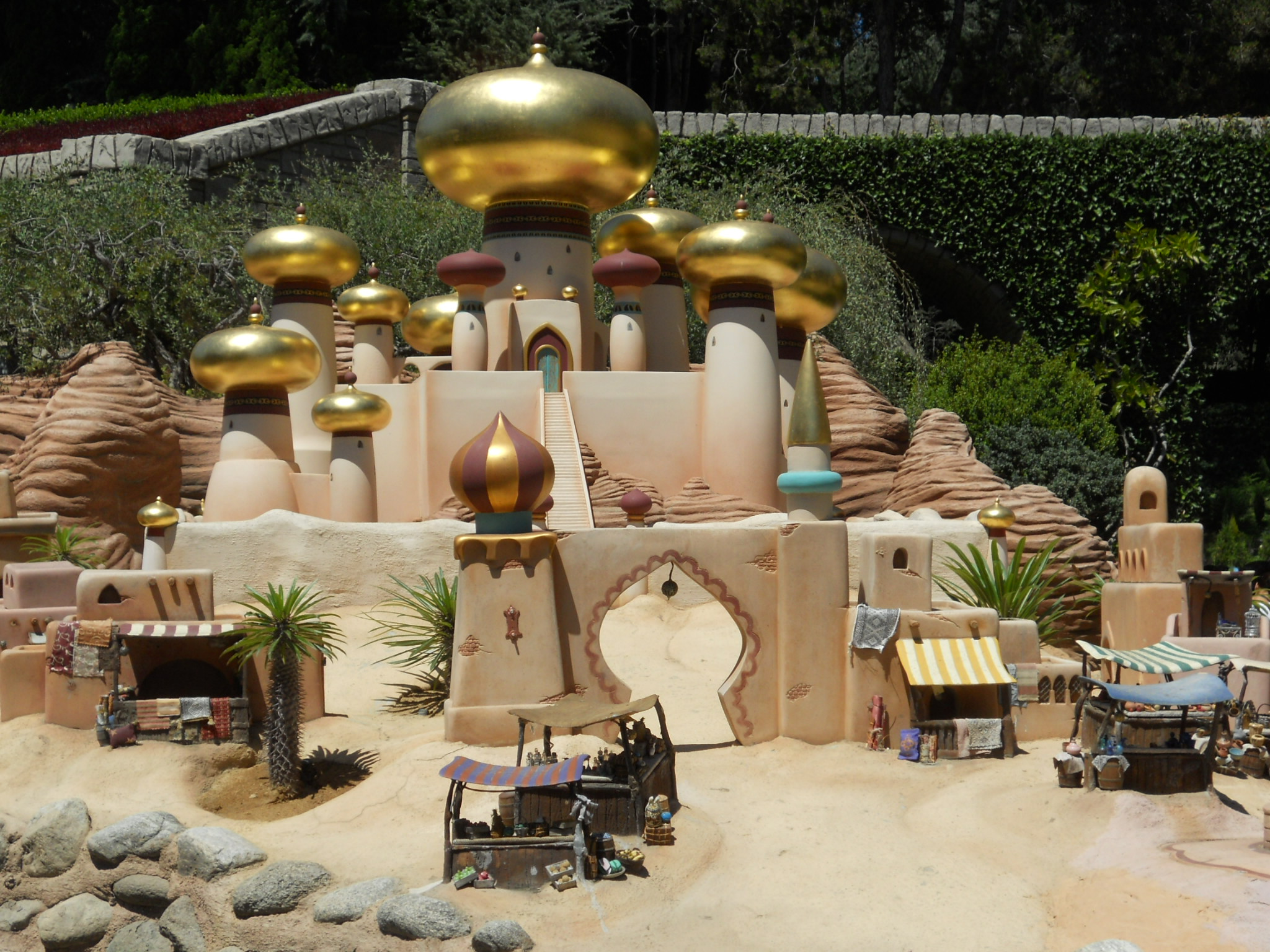
Het kasteel van Agrabah, nagebouwd
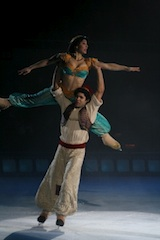
Jasmine en Aladdin, hier uitgebeeld door Natasha Kuchiki en Jamie Loper
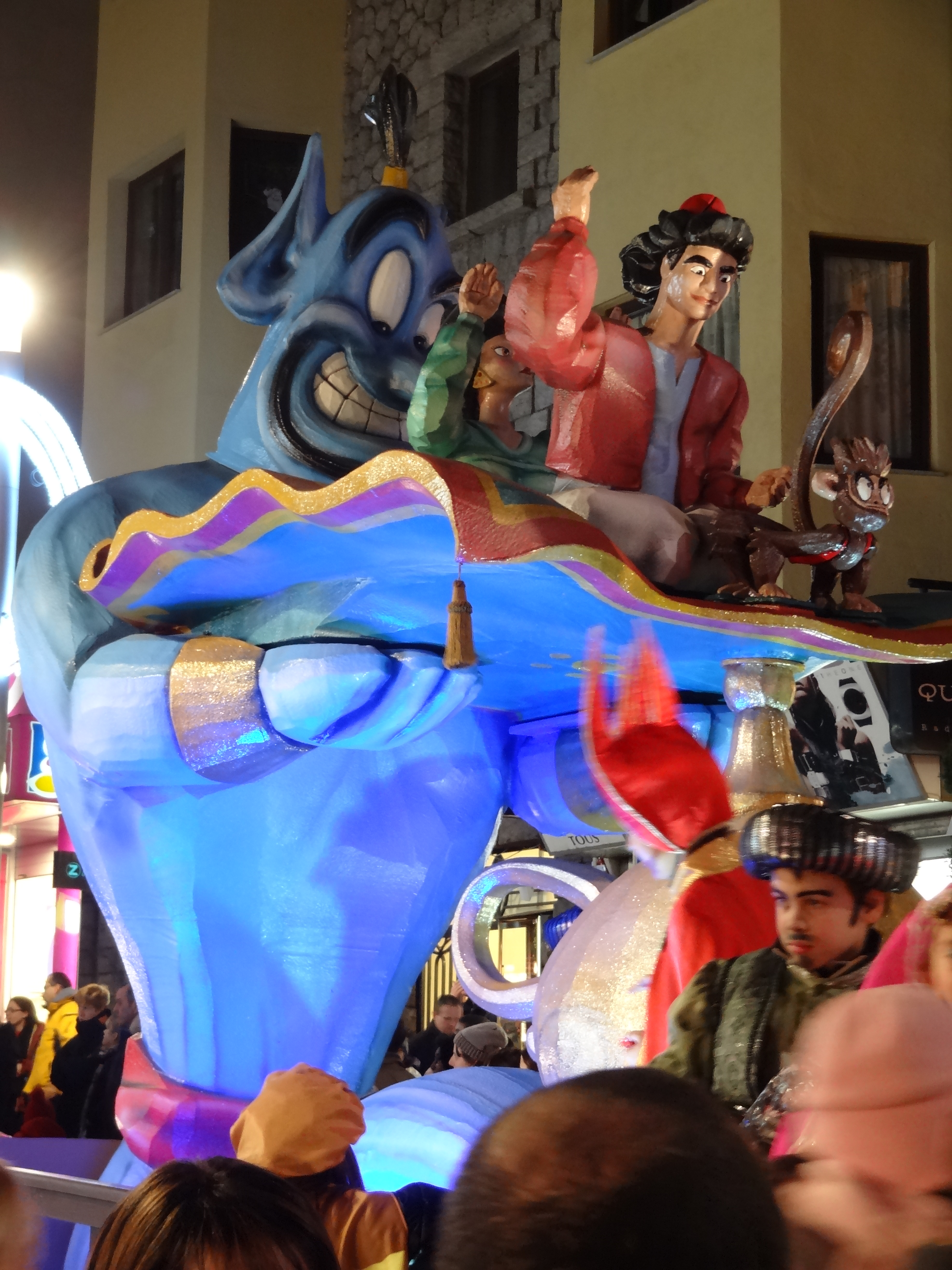
De lampgeest Genie, hier uitgebeeld tijdens een festival in Andorra (2013)

## Rolverdeling

### Engelse stemmen
| Acteur            | Personage                                   |
| ----------------- | ------------------------------------------- |
| Scott Weinger     | Aladdin (spraak)                            |
| Robin Williams    | "Geest" (Genie) en de koopman aan het begin |
| Linda Larkin      | Jasmine (spraak)                            |
| Jonathan Freeman  | Jafar                                       |
| Gilbert Gottfried | Iago                                        |
| Douglas Seok      | Sultan                                      |
| Frank Welker      | Abu, Grot der Wonderen en Rajah             |
| Charlie Adler     | Gazeem                                      |
| Corey Burton      | Prince Achmed                               |
| Jim Cummings      | Razoul en Farouk                            |
| Brad Kane         | Aladdin (zang)                              |
| Lea Salonga       | Jasmine (zang)                              |
| Bruce Adler       | Koopman/verteller (zang)                    |

### Nederlandse stemmen
| Acteur                | Personage              |
| --------------------- | ---------------------- |
| Bart Bosch            | Aladdin                |
| Pierre Bokma          | Geest                  |
| Laura Vlasblom        | Jasmine                |
| Gees Linnebank        | Jafar                  |
| Bram Biesterveld      | Iago                   |
| Nolle Versyp          | Sultan                 |
| Johnny Kraaijkamp jr. | Koopman / Verteller    |
| Serge Henri Valcke    | Gazeem                 |
| Arnold Gelderman      | Prins Achmed en Rasoul |

## Productie
In 1988 kwam Howard Ashman met de suggestie voor de film. Samen met Alan Menken schreef hij een scenario en de bijbehorende muzieknummers. Hij leverde het scenario in 1991 af bij studiobaas Jeffrey Katzenberg, die het echter afkeurde. Na wat herschrijvingen van Clements, Musker en het duo Ted Elliott en Terry Rossio accepteerde hij het wel. Enkele veranderingen die in het scenario werden aangebracht waren o.a. dat Aladdins moeder eruit werd geschreven, Aladdins persoonlijkheid wat werd aangepast, de 3 vrienden van Aladdin (Babkak, Omar en Kassim) werden vervangen door het aapje Abu en Iago kreeg een meer komische rol. Door deze aanpassingen werden sommige van de nummers die Menken en Ashman schreven (Proud of Your Boy, High Adventure, You can count on me en Humiliate the Boy) onbruikbaar. Hierdoor moesten er nieuwe nummers geschreven worden. Ashman echter was te zwaar ziek en overleed aan de gevolgen van aids op 14 maart 1991. Tim Rice werd uiteindelijk bij de productie betrokken en schreef de laatste nummers voor de film (One Jump Ahead en A Whole New World).
Het ontwerp van de personages is gebaseerd op het werk van Al Hirschfeld. Production Designer Richard Vander Wende vond Hirschfelds tekenstijl heel toepasselijk in het Arabische thema van de film. Alleen het ontwerp van het personage Jafar week hiervan af. Supervising Animator Andreas Deja wilde namelijk dat het personage het tegenovergestelde was van alle andere personages in de film.
Aladdin zou oorspronkelijk in het verhaal 13 jaar oud zijn. Het ontwerp van het personage leek in het begin erg op Michael J. Fox. Tijdens de productie bleek al snel dat het oorspronkelijke ontwerp niet zou werken. Aladdin werd opnieuw ontworpen, met gezichtskenmerken van Tom Cruise en verschillende Calvin Klein-modellen.

## Muziek
Net als de meeste andere Disneyfilms bevat Aladdin een aantal muzikale nummers, waarvan een paar ook buiten de film om hits zijn geworden. De nummers zijn:
- "Arabian Nights"
- "One Jump Ahead"
- "Friend Like Me"
- "Prince Ali"
- "A Whole New World"

## Prijzen en nominaties
- De film won 2 Oscars (1993: beste muziek en beste nummer, voor A Whole New World)
- De film won 3 Golden Globes (1993: beste muziek, beste lied en beste stem (Robin Williams als Genie))

## Vervolgen
De film werd vervolgd door twee direct-naar-video films:
- De Wraak van Jafar (The Return of Jafar)
- Aladdin en de Dievenkoning (Aladdin and the King of Thieves)

Daarnaast verscheen er een 86 afleveringen tellende animatieserie over Aladdin.
In 2007 verscheen de film Disney Princess Enchanted Tales: Follow Your Dreams, die bestaat uit twee verhalen, waarvan een was gebaseerd op de personages uit Aladdin.
In 2011 werd de musical, gebaseerd op de animatiefilm, voor het eerst opgevoerd in Seattle. Sinds 2014 speelt de musical in het New Amsterdam Theatre op Broadway. In 2015 opende de musical in Japan en Duitsland.
In 2019 kwam er een live-action remake van de oorspronkelijke film uit.

## Spin-offs
In 1993 brachten Virgin Interactive en Disney Interactive Studios een computerspel uit gebaseerd op de film, Disney's Aladdin.

## Wetenswaardigheden
- De mysterieuze koopman die aan het begin van de film te zien is en vervolgens het hele verhaal vertelt, moet in werkelijkheid Genie zijn. Dit is te zien aan zijn sikje, zijn handen met maar vier vingers (enkel Genie en de koopman hebben vier vingers in de film) én zijn gedrag. Ook zijn de kleren van de koopman blauw met om zijn buik een rode band, hetzelfde zoals Genie eruitziet. Aanvankelijk zou dit aan het einde van de film onthuld worden, maar dit werd uiteindelijk geschrapt.
- De film bevat enkele referenties naar eerdere Disneyfilms. Wanneer de sultan met zijn houten speeltjes in de weer is, kan men zien dat de toren van houten diertjes op het Beest uit Belle en het Beest staat. Ook is Sebastiaan, de krab uit De Kleine Zeemeermin, even te zien in de film wanneer Geest hem tevoorschijn haalt uit een boek. Ten slotte verandert Geest zijn hoofd in dat van Pinokkio (uit de gelijknamige film) wanneer hij wil aantonen dat Aladdin aan het liegen is. Pinokkio keert ook nog een keer terug als pop tussen verschillende anderen, in een van de vertrekken van het paleis.
- Robin Williams improviseerde meer dan 16 uur bij elkaar voor zijn rol toen hij de stem van Geest insprak.
- Telkens wanneer Aladdin een leugen probeert te verkopen, plooit de veer van zijn tulband en valt voor zijn gezicht.
- De geest zou ook George Bush Senior en John Wayne hebben geïmiteerd, al hebben beide vertolkingen de film niet gehaald.
- Glen Keane, die de animatie van de film verzorgde, baseerde zich voor Aladdins broek op de broek die MC Hammer aanheeft in de clip van U Can't Touch This.[2]